# Anacamptis coriophora

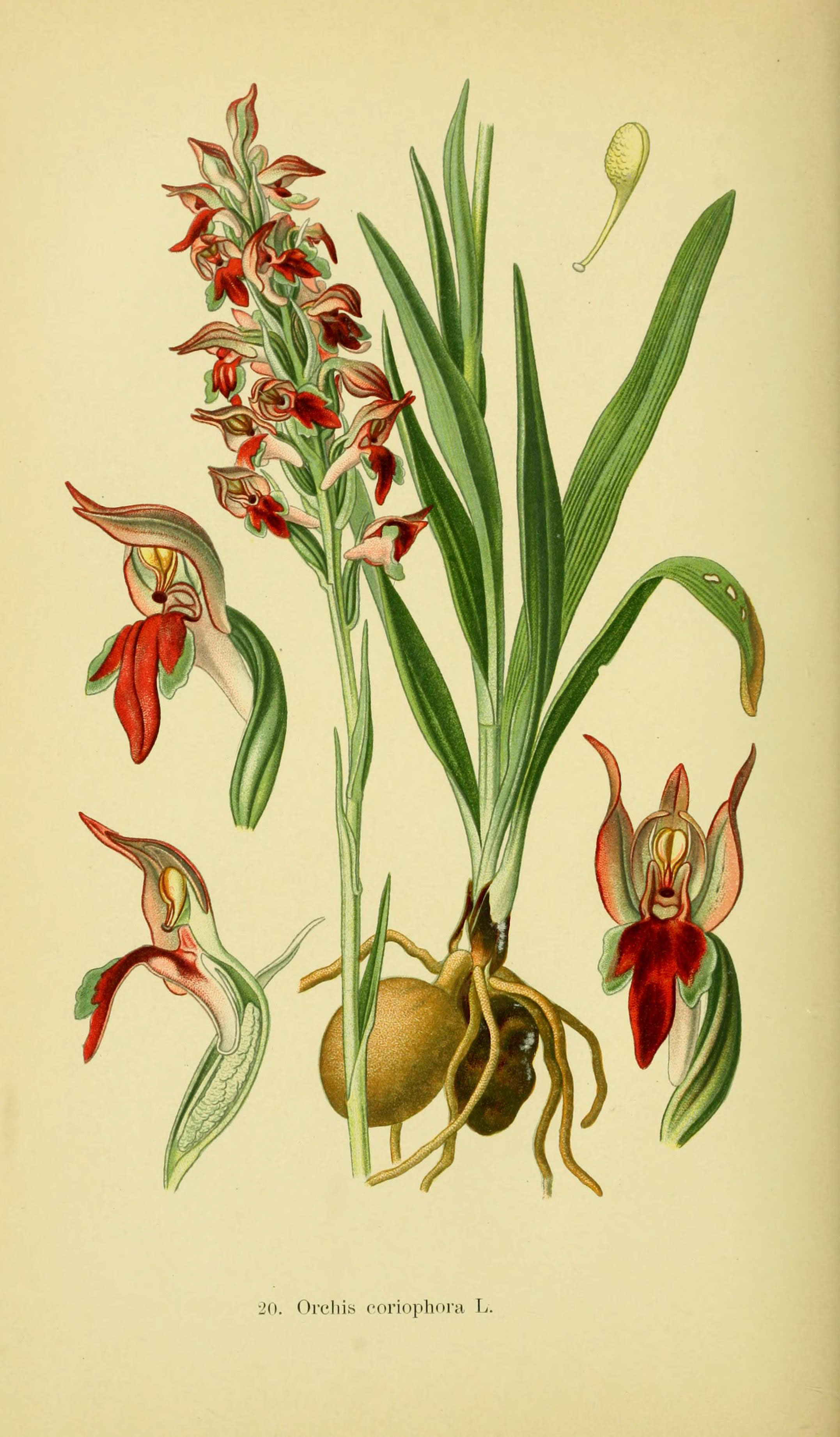
Anacamptis coriophora
Ботаническая иллюстрация, 1904 г.

Anacamptis coriophora  (лат.), устаревшее название - Ятры́шник клопоно́сный (лат. Órchis corióphora) — многолетнее травянистое растение; вид рода Ятрышник (Orchis) семейства Орхидные (Orchidaceae).

## Описание
Многолетнее травянистое растение высотой 15—40 см. Стебель до середины облиственный четырьмя — восемью листьями с развитой листовой пластинкой, а выше чешуевидными.
Листья узколинейной или ланцетной формы, вверх направленные; нижние более крупные, сближены в основании стебля.
Соцветие — колос, густой, многоцветковый. Цветки с запахом лесных клопов, вследствие чего этот вид ятрышника получил своё видовое название. Листочки околоцветника, образующие шлем, буро-пурпурные с зеленоватыми жилками, при основании срастаются. Губа трёхлопастная, оливковая или зеленовато-жёлтая с пурпурными крапинками, боковые её доли почти четырёхугольные или ромбические; средняя доля продолговатая, заострённая; шпорец конический, вдвое короче завязи.
Плод — коробочка. Цветёт в мае — июне, плодоносит в июле.

## Распространение и среда обитания
В России встречается в западной части: Смоленской, Курской, Брянской областях, а также в западной части Кавказа. Вне России встречается по всей Европе, на юго-западе Азии, в горах Западного Ирана.
Мезофит. Произрастает на влажных и сыроватых местах, по луговым склонам гор.

## Охранный статус
Уязвимый вид. Занесён в Красные книги России и ряда регионов России. Вымирает в связи с освоением земель на местах обитания вида, сбор населением на букеты.

## Систематика
Из состава Anacamptis coriophora s.l. различными авторами выделялись Orchis fragrans, Orchis pseudoparviflora, Orchis cassidea, Orchis nervulosa. Из них В. В. Куропаткин и П. Г. Ефимов признают только Orchis fragrans, придавая ему ранг подвида. От типового подвида subsp. fragrans отличается не только морфологическими признаками, но и экологическими предпочтениями – он более обычен в приморской зоне, в особенности на засоленных приморских лугах.

## Галерея

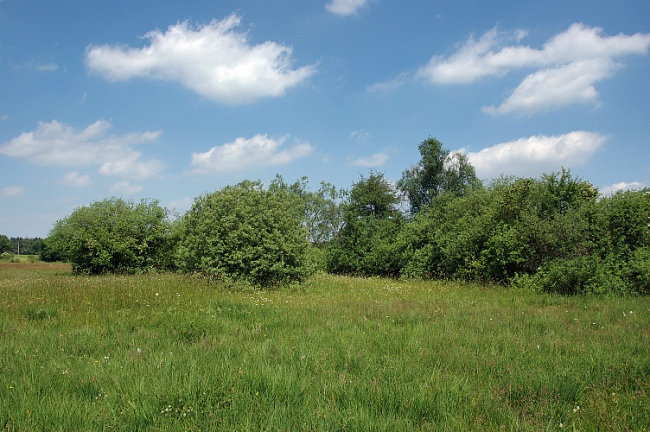
Типичное место произрастания вида в Германии
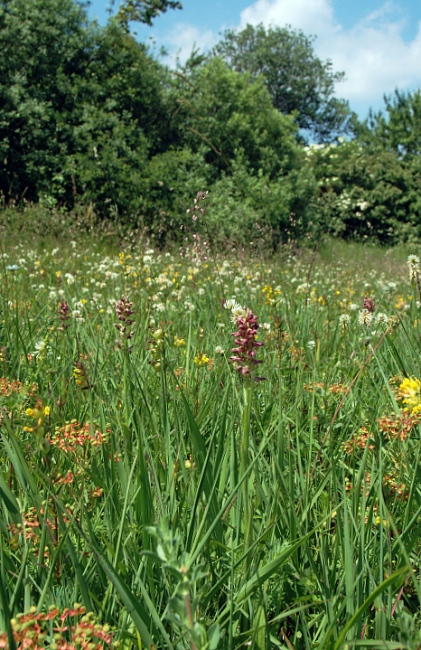
Типичное место произрастания вида в Германии
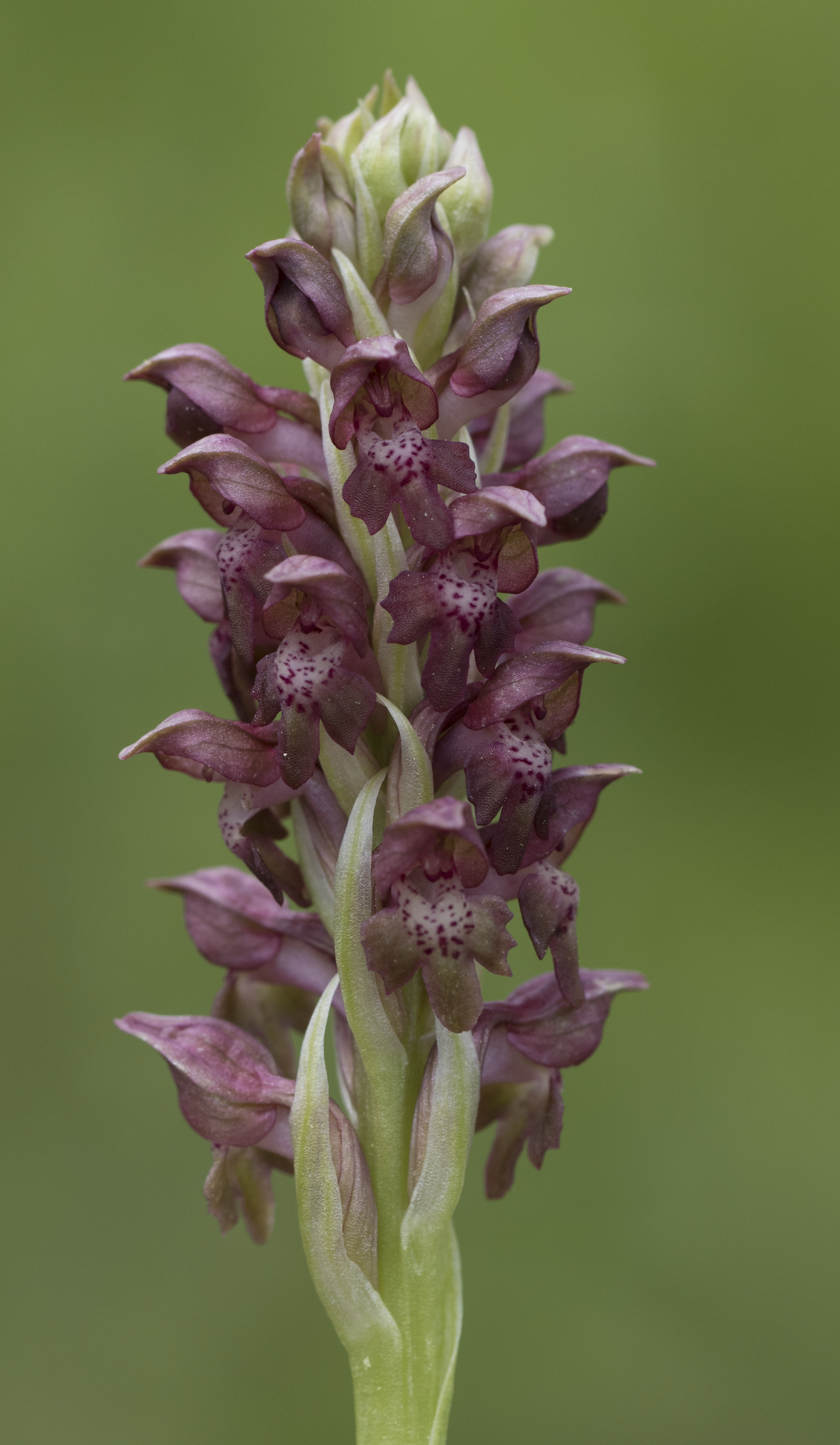
Соцветие. Турция
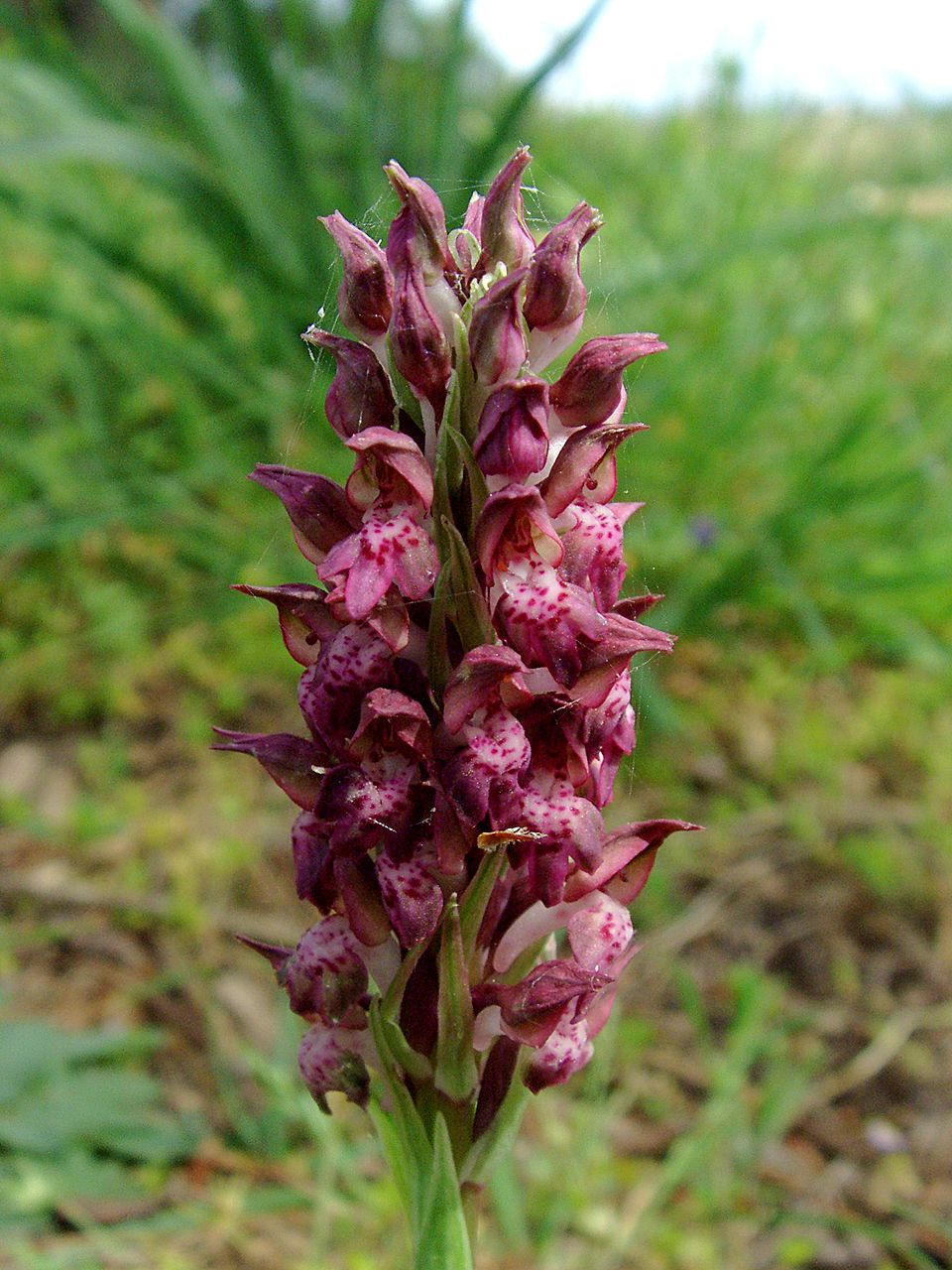
Соцветие. Испания
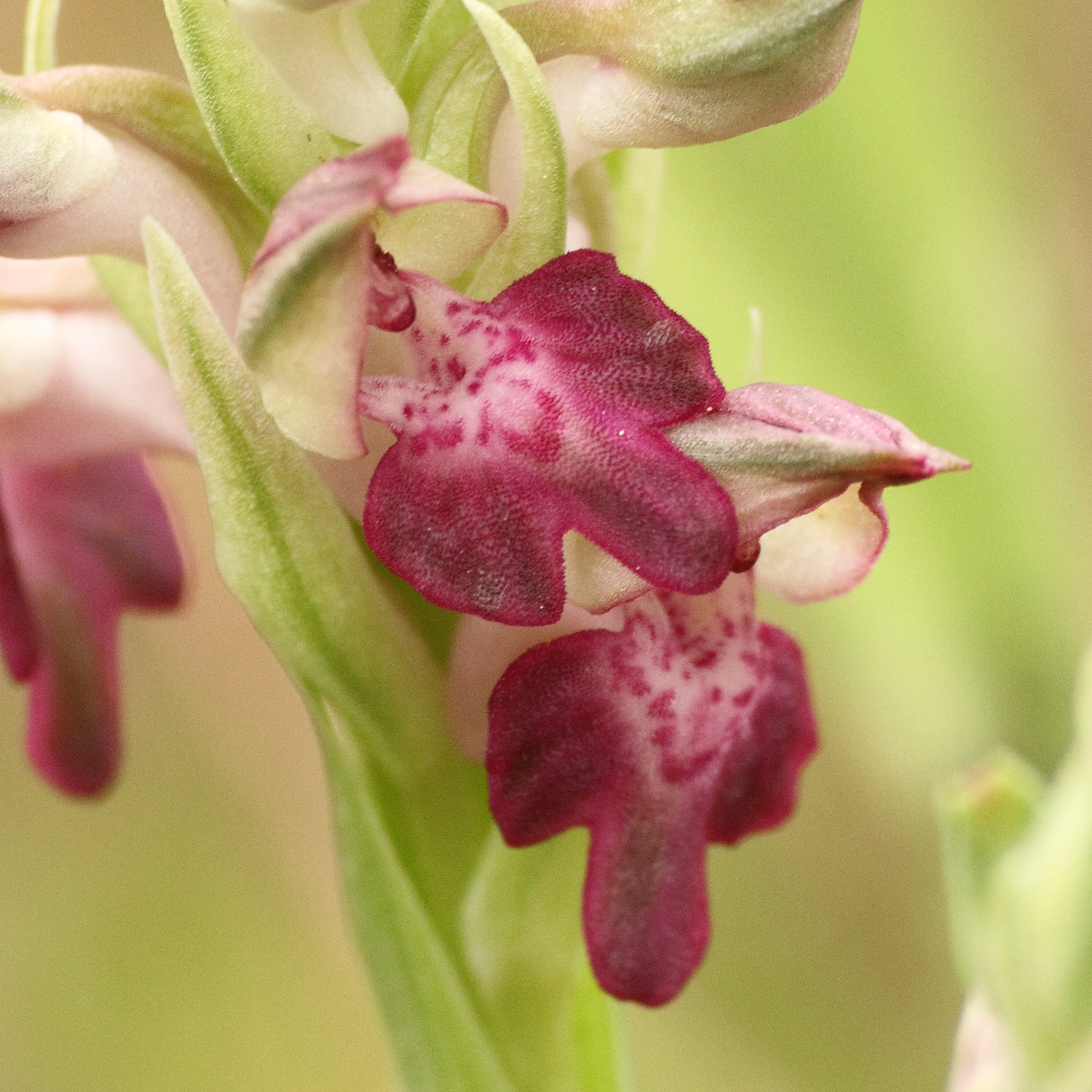
Цветок. Португалия
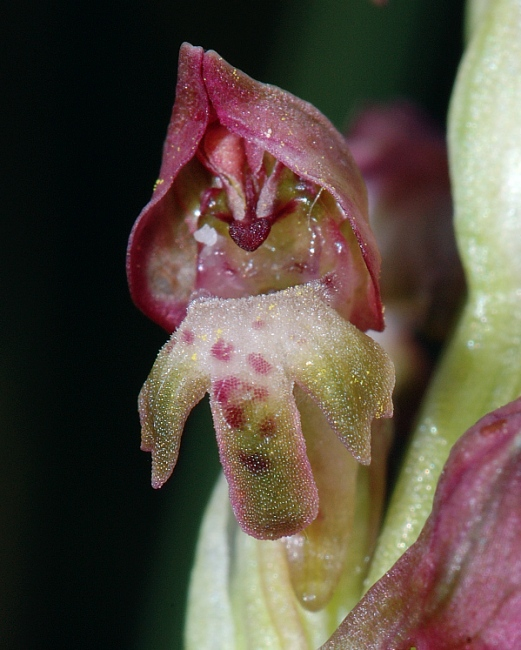
Цветок. Германия

## Синонимы
По данным The Plant List: 
- Anacamptis coriophora f. alba (E.G.Camus) F.M.Vázquez
- Anacamptis coriophora subsp. carpetana (Willk.) Bernardos
- Anacamptis coriophora var. carpetana (Willk.) Kreutz
- Anacamptis coriophora subsp. fragrans (Pollini) R.M.Bateman, Pridgeon & M.W.Chase
- Anacamptis coriophora subsp. martrinii (Timb.-Lagr.) Jacquet & Scappat.
- Anacamptis coriophora var. martrinii (Timb.-Lagr.) Kreutz
- Anacamptis coriophora subsp. nervulosa (Sakalo) Mosyakin & Timch.
- Anacamptis coriophora f. virescens (E.G.Camus) F.M.Vázquez
- Anacamptis fragrans (Pollini) R.M.Bateman
- Anteriorchis coriophora (L.) E.Klein & Strack
- Anteriorchis coriophora var. carpetana (Willk.) P.Delforge
- Anteriorchis coriophora subsp. fragrans (Pollini) Jacquet
- Anteriorchis coriophora subsp. martrinii (Timb.-Lagr.) Jacquet
- Anteriorchis coriophora var. martrinii (Timb.-Lagr.) P.Delforge
- Anteriorchis fragrans (Pollini) Szlach.
- Anteriorchis fragrans f. apricorum (Duffort) P.Delforge
- Herorchis coriophora (L.) D.Tyteca & E.Klein
- Herorchis coriophora subsp. fragrans (Pollini) D.Tyteca & E.Klein
- Herorchis coriophora subsp. martrinii (Timb.-Lagr.) D.Tyteca & E.Klein
- × Orchidactyla carpetana (Pau) Borsos & Soó
- Orchis carpetana (Willk.) Pau
- Orchis cassidea M.Bieb.
- Orchis cimicina Crantz
- Orchis coreosmus St.-Lag.
- Orchis coriophora L.
- Orchis coriophora f. alba E.G.Camus
- Orchis coriophora f. borosiana Soó
- Orchis coriophora var. carpetana Willk.
- Orchis coriophora subsp. carpetana (Willk.) K.Richt.
- Orchis coriophora var. cassidea (M.Bieb.) Nyman
- Orchis coriophora var. cibiniensis Schur
- Orchis coriophora var. cimicina Arcang.
- Orchis coriophora subsp. cimicina (Arcang.) E.G.Camus
- Orchis coriophora var. czeremossica Zapal.
- Orchis coriophora var. dolichoceras Maire
- Orchis coriophora var. elongata Maire
- Orchis coriophora subsp. fragrans (Pollini) K.Richt.
- Orchis coriophora var. fragrans (Pollini) Boiss.
- Orchis coriophora var. latifolia Tinant
- Orchis coriophora var. lusciniarum Maire
- Orchis coriophora var. major E.G.Camus
- Orchis coriophora subsp. martrinii (Timb.-Lagr.) Nyman
- Orchis coriophora var. martrinii (Timb.-Lagr.) Gaut.
- Orchis coriophora f. nana W.Zimm.
- Orchis coriophora subsp. nervulosa (Sakalo) Soó
- Orchis coriophora var. nervulosa Bordz.
- Orchis coriophora var. odorata Ten. ex Rchb.f.
- Orchis coriophora var. polliniana (Spreng.) Pollini
- Orchis coriophora var. sennenii A.Camus
- Orchis coriophora var. subsancta Balayer
- Orchis coriophora var. symphypetala Brot.
- Orchis coriophora f. virescens E.G.Camus
- Orchis fragrans Pollini
- Orchis fragrans var. apricorum Duffort
- Orchis fragrans var. elongata (Maire) Raynaud
- Orchis fragrans var. polliniana (Spreng.) Pollard
- Orchis martrinii Timb.-Lagr.
- Orchis nervulosa Sakalo
- Orchis polliniana Spreng.